# 社会主義協会 (1900年)
社会主義協会（しゃかいしゅぎきょうかい）とは、明治期の社会主義者団体である。1900年（明治33年）1月に結成された。

## 概要
前身は1898年から開催された社会主義研究会で、安部磯雄を会長とし河上清、片山潜、堺利彦、幸徳秋水、木下尚江、西川光二郎により1900年1月に結成された。上記メンバー（堺以外の6名）によって翌1901年5月に社会民主党が結成されたが、こちらは結党2日後に結社禁止となったため、社会主義協会の活動を強化することとなり、幸徳の平民社などとともに社会主義の紹介を行った。
1904年11月、第1次桂内閣により結社禁止となった。